# 표적함

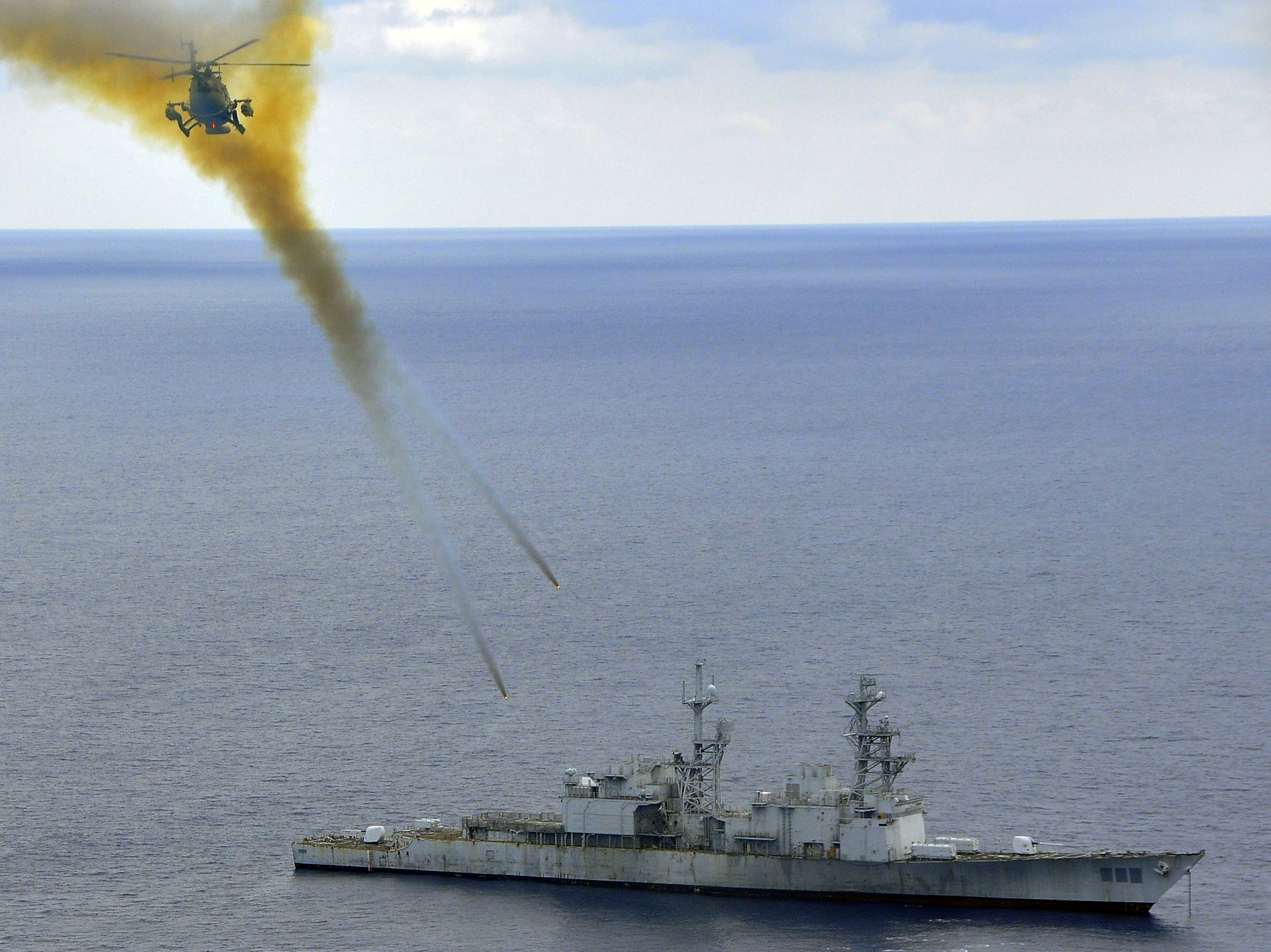
멕시코의 헬리콥터가 퇴역한 스프루언스급 구축함 를 향해 로켓을 발사하고 있다. 2009년 UNITAS 골드 훈련

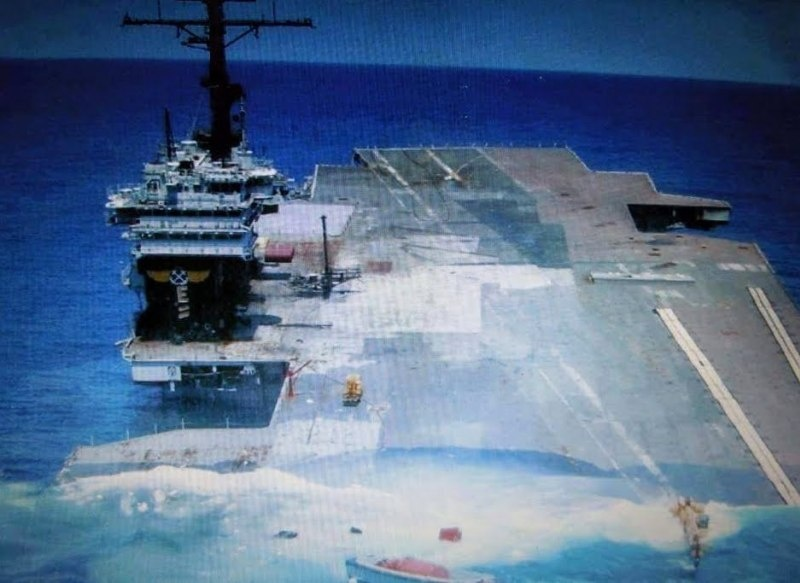
2005년 해군 표적으로 사용된 항공모함 가 대서양에 침몰했다. 침몰선 중 가장 큰 군함이다.

표적함(標的艦)은 해상 사격 훈련이나 무기 실험을 위해 해상 표적으로 사용되는 선박을 말하며, 일반적으로 퇴역했거나 나포된 군함을 이용한다. 표적함은 특정 유형의 탄약의 효과를 실험하기 위한 목적으로 사용되거나, 특수 비폭발성 탄약을 사용하여 장기간의 일상적인 표적 연습을 위해 사용될 수 있다. 표류 난파선은 잠재적으로 해양 오염이나 해상 항해 시 부유 또는 침수 충돌 위험을 방지하기 위해 표적함에 대한 세심한 준비가 필요하다.

## 근거
불필요한 함정을 침몰시키는 것은 새로운 무기와 전함을 가장 현실적인 방법으로 시험하는 효과적인 방법이다.

## 준비
환경, 건강 및 안전 기준을 충족하기 위해 선박은 이제 모든 위험 물질 및 잠재적 오염 물질(석면, 냉매 등)을 제거하도록 철저히 청소해야 한다. 선박이 인공 어초가 될 경우 잠수부들이 문제에 직면할 경우 사용할 탈출구도 만들어져야 한다.